# Грот, Константин Карлович
Константи́н Ка́рлович Грот (1815—1897) — российский государственный и общественный деятель, самарский губернатор в 1853—1861 годах, основатель и создатель системы попечения над слепыми в России. 

## Семья
Родился в семье Карла Ефимовича Грота (1770—1818), бывшего «товарища по воспитанию» Александра I. Его мать — Каролина Ивановна, урождённая Цизмер (ум. 1853). У них было трое детей: дочь Роза и сыновья Яков и Константин.
Дед, Иоаким Христиан Грот — пастор лютеранской церкви св. Екатерины на Васильевском Острове.

## Образование и начало службы
Благодаря высоким связям отца, был направлен в 1826 году по личному указанию императора Николая I на учёбу в Александровский Царскосельский пансион. По окончании в 1835 году Царскосельского лицея получил чин титулярного советника и был назначен регистратором 1-й экспедиции Гоф-интендантской конторы.
После пожара в Зимнем дворце в 1837 году и отставки президента Гоф-интендантской конторы П. И. Кутайсова Грот по приглашению барона Андрея (Генриха) Оффенберга становится чиновником в Курляндской комиссии по передаче государственных имуществ из Министерства финансов в Министерство государственных имуществ. В 1845 году по распоряжению министра внутренних дел Льва Перовского его переводят в Санкт-Петербург на пост чиновника по особым поручениям при временном отделении хозяйственного департамента Министерства внутренних дел. 1 сентября 1847 года он получает чин коллежского советника. В 1850 году благодаря содействию своего друга А. К. Гирса Грот становится членом и безвозмездным казначеем Императорского российского географического общества.
Одновременно в этом же году он получает относительно высокий чин статского советника, оставаясь на прежней должности. При содействии Л. А. Перовского 12 мая 1853 года Грот был назначен исправляющим должность самарского губернатора — официально получить пост губернатора ему мешал недостаточно высокий чин. Константин Карлович приехал в Самару, принял дела от вице-губернатора М. И. Жданова. Официально в должности самарского губернатора он был утверждён министром внутренних дел Д. Г. Бибиковым 21 июля 1854 года в связи с получением в этот же день чина действительного статского советника. В должности самарского губернатора он состоял до февраля 1860 года, когда был переведён в Санкт-Петербург для работы в Комиссии о губернских и уездных учреждениях.

## Работа в Самаре
Создание органов управления в новой Самарской губернии при первом губернаторе, престарелом С. Г. Волховском, шло очень медленно. Оренбургский и Самарский генерал-губернатор В. А. Перовский искал чиновника, которому мог бы поручить самарское губернаторство. Чиновник требовался опытный и, что самое главное — честный. Такого человека нашёл его брат, министр внутренних дел Л. А. Перовский. Новым губернатором Самары стал Константин Карлович Грот. Работая на посту чиновника по особым поручениям при Хозяйственном Департаменте Министерства внутренних дел в 1845—1848 годах, Грот объехал многие российские губернии, где проявил себя жёстким ревизором. В Киеве чиновники попытались подкупить Грота, предложив ему пакет депозитных билетов, но это привело к ещё более строгой проверке Киевской губернии.
За время управления Гротом губернией сумма городских доходов быстро возросла почти вдвое: с 50 000 рублей в 1853 году до 90 000 рублей. В 1860 Грот «ввёл в губернии гласность». При его губернаторстве были перестроены и улучшены тюремные помещения в Самаре и уездных городах, а взрослых арестантов стали обучать письму и чтению. Грот знал не только губернских и почти всех уездных чиновников, но и значительную часть помещиков, что облегчало управление губернией. Особое внимание он обращал на личный состав должностных лиц и особенно полиции.

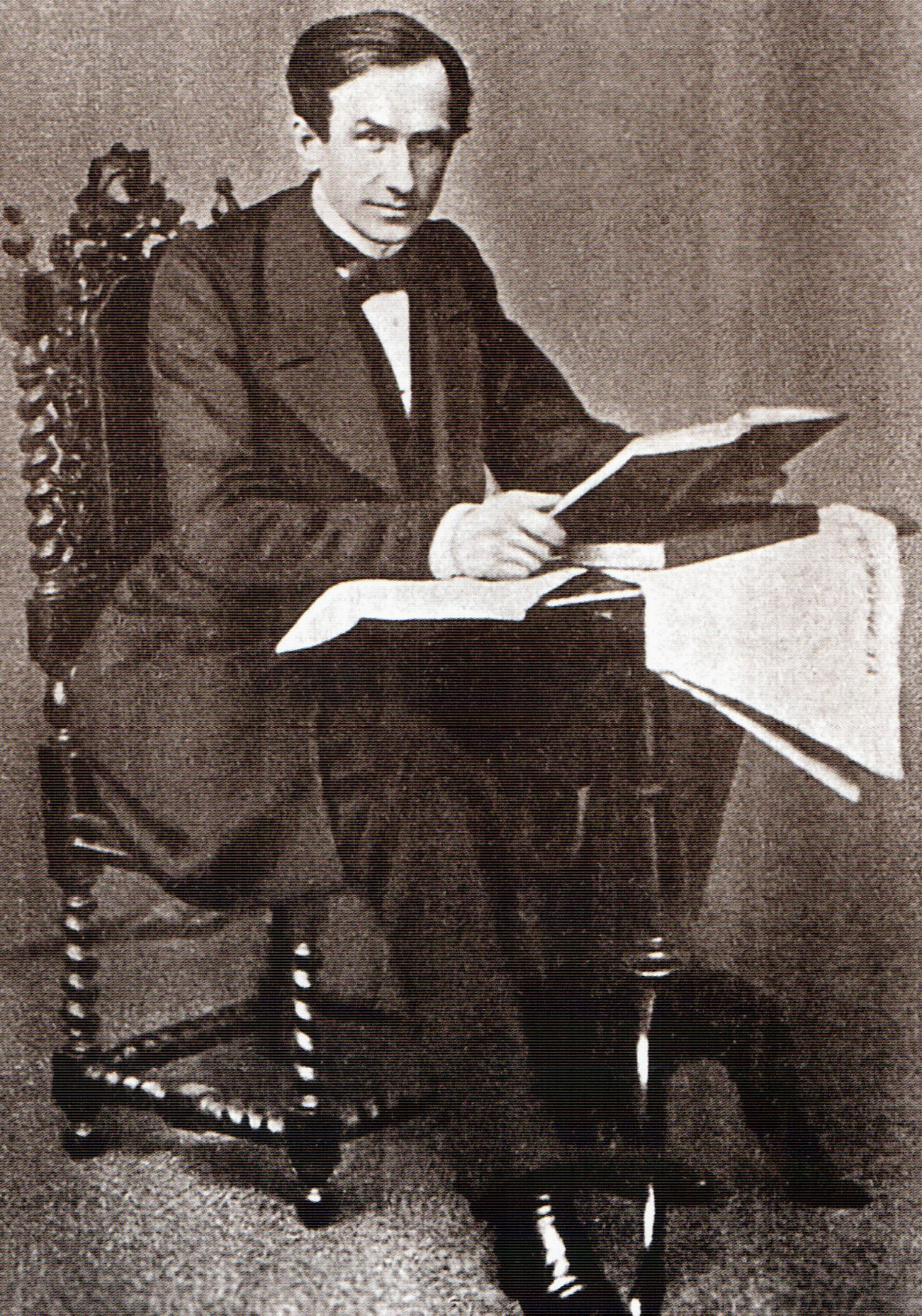
К. К. Грот

На раннем этапе деятельности самарского губернатора все его начинания получали серьёзную поддержку генерал-губернатора В. А. Перовского. Грот был человеком абсолютно честным, с необычайным чувством внутренней дисциплины и ответственности. Грот запрещал уездной полиции задерживать людей до предъявления им обвинений. Появился даже указ писать «хорошо» и не бледными, а густыми, чёрными чернилами. В управлении губернией Гроту активно помогали вице-губернаторы. Первым из них был Михаил Иванович Жданов, занимавший этот пост до 10 ноября 1855 года. Его преемником стал Григорий Сергеевич Аксаков, покинувший Самару 21 сентября 1858 года. Третьим помощником Грота был Андрей Иванович Котляревский, работавший вице-губернатором с 1858 до 1861 года. Как самарский губернатор Грот участвовал в работе особой комиссии при Министерстве финансов. В комиссию входили лица, профессионально знакомые с вопросами о поземельном кредите и с нуждами разных частей империи «для начертания проекта земских закладных банков». За период своей деятельности Грот закончил формирование аппарата управления губернией, начатое губернатором Волховским. Самара не забыла своего губернатора. Грот первым получил звание почётного гражданина Самары в 1864 году, его именем названы три стипендии в Самарской учительской семинарии и стипендия в реальном училище им. Александра I (Константин Карлович внёс для её создания 5000 рублей).
При непосредственном участии Грота в Самаре были открыты:
- обширный городской сад на берегу Волги;
- 16 ноября 1855 года — деревянный театр на 550 мест, построенный за три месяца на собранные Гротом по подписке деньги (3000 рублей);
- 5 сентября 1856 года в доме купца Растрепина — губернская мужская гимназия;
- 1 января 1860 года — Самарская публичная библиотека (при отъезде из Самары Константин Карлович Грот подарил все свои книги и издания библиотеке).

## Деятельность в Санкт-Петербурге
В 1861—1863 годах Грот — член комиссии по устройству крестьянских учреждений под председательством Н. А. Милютина. В 1861—1869 — директор департамента податей и сборов (впоследствии — неокладных сборов) Министерства финансов. Участвовал в составлении положения о земских учреждениях (1864) и нового городового положения (1870); руководил ликвидацией откупного хозяйства и введением акцизной системы.
С 1870 года Грот — член Государственного совета с заседанием в Департаменте государственной экономии, а через два года — в Департаменте законов (до 1882 года). В 1877 году возглавил образованную в его составе Комиссию о тюремной реформе. Участник и председатель Международного тюремного конгресса в Стокгольме в 1878 году. В 1881—1882 заведующий тюремным ведомством на правах министра.
В 1870—1882 годы занимал должность председателя Совета управления учреждениями великой княгини Елены Павловны, в 1877—1880 возглавлял Главное Попечительство о семьях воинов, образованное в связи с русско-турецкой войной 1877—1878 годов. В 1882—1885 был главноуправляющим Канцелярией Ведомства учреждений Императрицы Марии. Был председателем Попечительского совета заведений общественного призрения в Санкт-Петербурге (1883—1885).
Основатель и председатель Врачебно-гимнастического общества в Петербурге (1869). С 1892 года до смерти был почётным членом берлинского православного Свято-Князь-Владимирского братства.

## Организация попечительства о слепых в России

Памятник К.Гроту во дворе школы-интерната № 1 имени Грота для незрячих и слабовидящих детей в Санкт-Петербурге

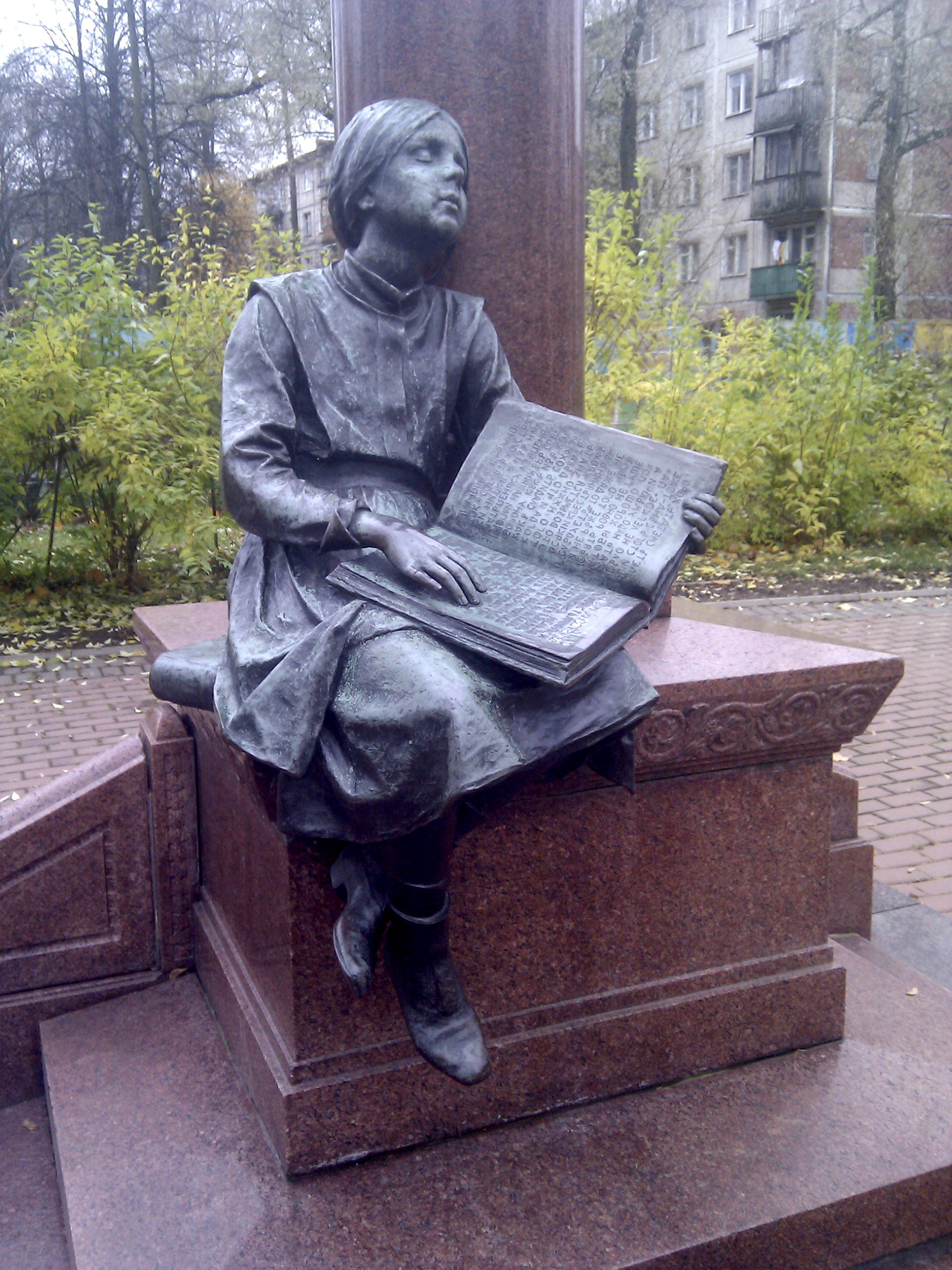
Незрячая девочка с книгой (фрагмент памятника К.Гроту)

Последние годы жизни Грот посвятил организации попечительства о слепых в России. По его инициативе 13 февраля 1881 года было организовано попечительство императрицы Марии Александровны о слепых (Мариинское попечительство для призрения слепых), которое он возглавлял до 1895 года. Грот посетил заведения для слепых в Европе для изучения иностранного опыта в этой области. В 1881 году он основал Александро-Мариинское училище слепых, а в 1893 году организовал мастерские для взрослых слепых, которые расположились в здании, выстроенном на его собственные средства в Петербурге. К концу деятельности Грота в России работали: 21 училище для слепых, мастерские для взрослых, два приюта и три лечебницы для слепых.
Именем Грота названа улица в Санкт-Петербурге, расположенная рядом с основанными им заведениями для слепых, которые в советское время были переведены на проспект Шаумяна, а специально оборудованные для слепых здания вблизи ул. Грота — дома 37а и 37б по ул. Профессора Попова — заняты другими организациями (в настоящее время в одном из зданий расположен факультет Электротехнического университета, в другом — бизнес-центр «Сенатор»).
Грот похоронен на кладбище Хиетаниеми в Хельсинки.

## Награды
За добросовестную службу в Самаре Грот был награждён весьма высокими по положению орденами Святого Станислава 1-й степени (26 августа 1856 года) и Святой Анны 1-й степени (8 сентября 1859 года), не раз отмечался «именными» Высочайшими благоволениями императора и медалями. Находясь в Самаре, получил знак отличия «За 15 лет беспорочной службы» (22 августа 1856 года).

## Память

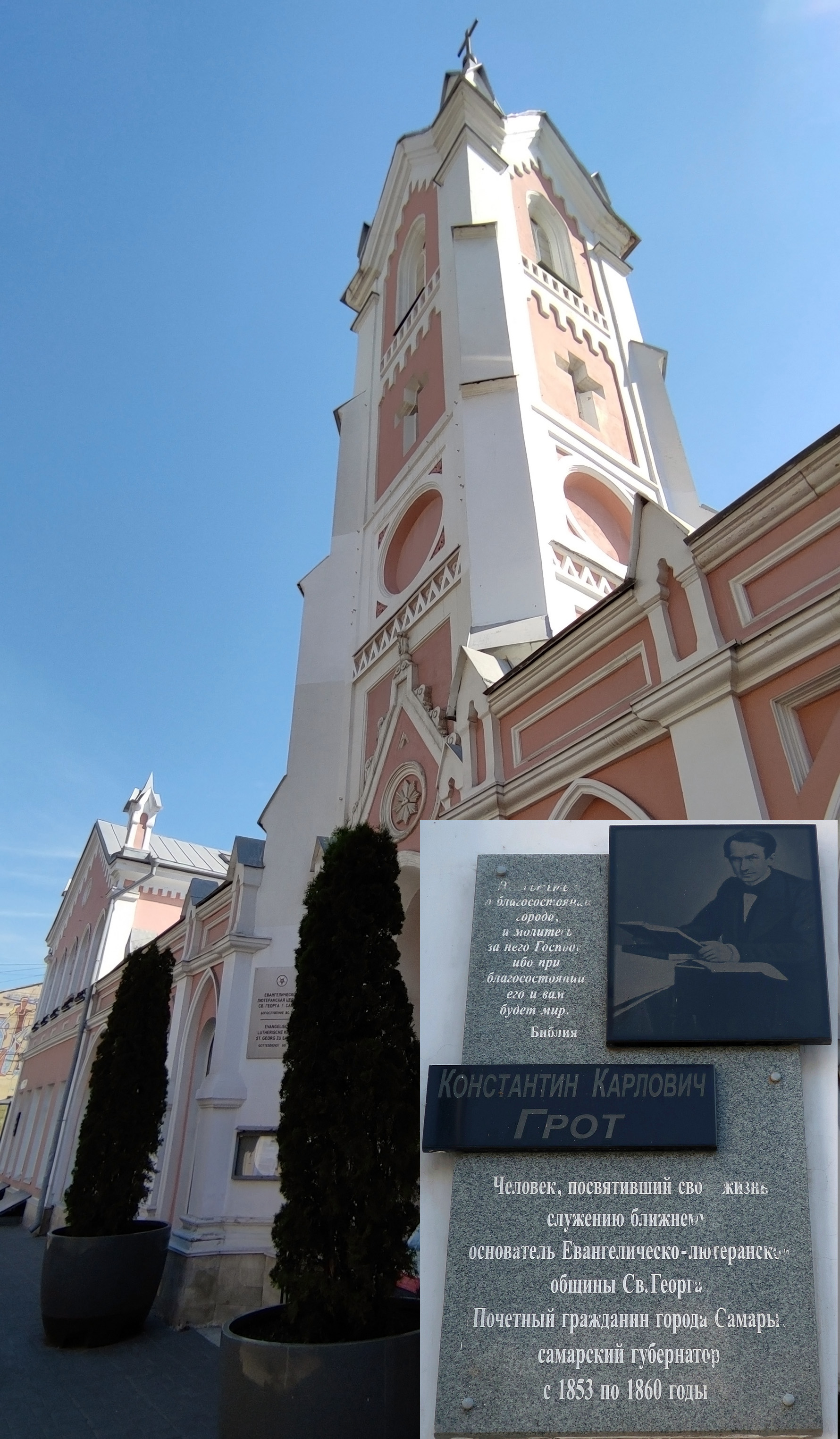
Мемориальная доска памяти К. К. Грота на стене кирхи Св. Георгия

- Памятник К. К. Гроту в Санкт-Петербурге
- На стене кирхи Святого Георгия в Самаре установлена мемориальная доска памяти К. К. Грота — основателя евангелической общины Самары
- В Самарской областной универсальной научной библиотеке с 2008 г. проводится международная конференция «Гротовские чтения»[4]